# Zubroň

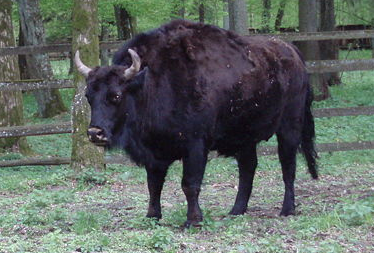
Zubroň v Bělověžském zooparku

Zubroň (polsky żubroń) je kříženec zubra a skotu. Poprvé se takovýto kříženec narodil roku 1847 na statku Leopolda Walického.[zdroj?] Od roku 1958, v souvislosti se záchranou zubra evropského, pracuje na křížení zubroňů Polská akademie nauk v laboratořích u Bělověže. V 80. letech 20. století se však v Polsku experimenty zastavily a pokračovaly pouze na statku Askania-Nova na Ukrajině. Zubroni jsou daleko větší než skot či zubr. Jejich kohoutková výška se pohybuje od 190 do 220 cm. Samice váží kolem 800 kg, samci dosahují až 1200 kg živé váhy. Při křížení bylo v souladu s Haldanovým pravidlem pozorováno, že telata samčího pohlaví byla neplodná a bylo nutno dále připařovat krev býka zubra nebo skotu.

## Výskyt
V současnosti je možno vidět dva exempláře (samec a samice) v předváděcím zooparku u Bělověže, nedaleko Bělověžského pralesa v Polsku.